# کربین
کربین، یک دگرشکل کربن است که ساختار شیمیایی اش به صورت زنجیره تکرار شونده C≡C-)n-) است که در آن پیوندهای یگانه و سه‌گانه به صورت متناوب تکرار می‌شوند.

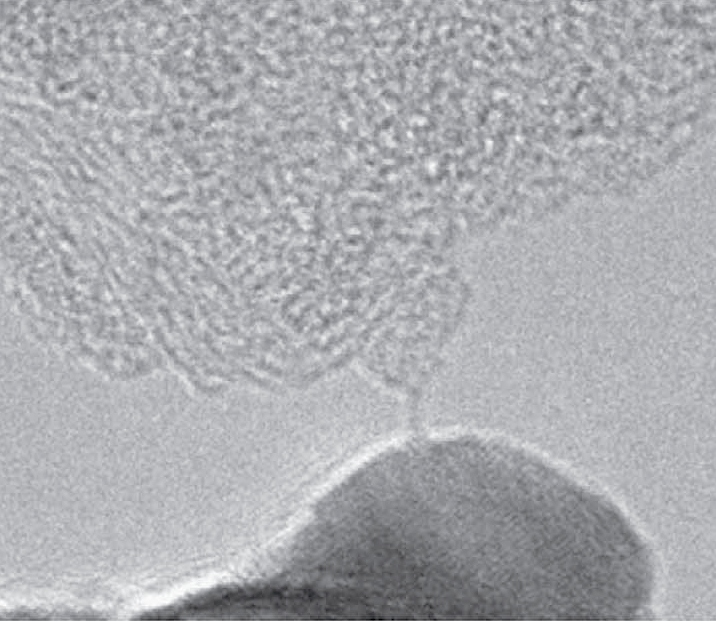
میکروگرافی الکترونی از یک زنجیره کربن خطی (کربین) بین یک توده کربن و یک الکترود آهن

کربین، در فناوری نانو به طرز قابل ملاحظه ای مورد توجه است و مدول یانگ آن ۳۲٫۷ تراپاسکال است؛ حدود ۴۰ برابر الماس. این ماده در فضای بین ستاره ای نیز مشاهده شده‌است. با این حال، اخیراً وجود آن در فازهای متراکم مورد بحث است؛ چرا که چنین زنجیرهایی اگر به هم برسند، با آزاد کردن گرما (و شاید انفجار) با هم تشکیل پیوند می‌دهند.

## تاریخچه و مباحثات
اولین ادعاهای شناسایی این آلوتروپ در سال ۱۹۶۰ انجام شد. و در سال ۱۹۷۸ تکرار شد. بررسی مجدد نمونه‌هایی از چندین گزارش قبلی در سال ۱۹۸۲ نشان داد که سیگنال‌هایی که ابتدا به کربین نسبت داده می‌شد، در اصل به دلیل ناخالصی‌های سیلیکات در نمونه‌ها بود.
در سال ۱۹۸۴، یک گروه در اکسون شناسایی خوشه‌هایی با تعداد کربن‌های بین ۳۰ تا ۱۸۰ در آزمایش‌ها تبخیر کربن را گزارش کرد و آنها را به کربن پلی یون نسبت داد. با این حال، این خوشه‌ها بعدها به عنوان فولرین تشخیص داده شدند.
در سال ۱۹۹۱ ادعا شد که کربین در میان دیگر آلوتروپ‌های کربن در نمونه‌های کربن سیاه آمورف توسط موج‌های شوک، تبخیر و شناسایی شده بود.
در سال ۱۹۹۵، تهیه زنجیره‌های کربین با بیش از ۳۰۰ کربن گزارش شد. ادعا می‌شد که آنها به اندازه معقولی پایدار بودند، حتی در مقابل رطوبت و اکسیژن. تا زمانی که آلکین‌های انتهائی در زنجیره به جای اتم‌های هیدروژن با گروه‌های ساکن پوشانده می‌شوند (مانند butyl ترت یا trifluoromethyl). این تحقیق ادعا می‌کرد که داده‌ها به‌طور مشخص یک ساختار کربین مانند را نشان می‌دادند، نه یک ساختار فولرون مانند. با این حال، طبق گفتهٔ هارولد کروتو، خواص و روش‌های مصنوعی مورد استفاده در این مطالعات با با ایجاد فولرین سازگار است.
گزارش دیگری در سال ۱۹۹۵ ادعا کرد که تشخیص داده زنجیره‌های کربین را با طول نامعین در یک لایه ای از ماده کربنیزه، با ضخامت ۱۸۰ نانومتر، حاصل از واکنش تفلون جامد غوطه ور در آمالگام فلز قلیایی در دمای محیطی (بدون حضور هیچ گونهٔ حامل هیدروژن). واکنش فرض شده چنین است:
n + 4 M → (−C≡C−)n + 4 MF(−CF
2−CF
2−)
M لیتیوم، سدیم یا پتاسیم است. نویسندگان به این نتیجه رسیدند که نانوکریستال‌های فلوراید فلزی بین زنجیرها مانع از پلیمریزاسیون آنها شد.
در سال ۱۹۹۹ گزارش شد که مس (I) استیلید پس از اکسیداسیون جزئی به وسیله قرار گرفتن در معرض هوا یا یونهای مس (II) و به دنبال آن تجزیه با اسید هیدروکلریک، یک باقی مانده «کربناته» حاصل می‌کند با نشانه طیفی زنجیره‌های C≡C-)n) با n = ۲–۶. مکانیسم پیشنهادی شامل پلیمریزاسیون اکسیداتیو آنیون‌های استیلید C2−
2 به آنیون‌های کربین مانند -C(≡C-C≡)nC2 یا آنیون‌های کوملن مانند -C(=C=C=)mC4 است. همچنین تجزیه حرارتی استیلید مس در خلاء موجب تشکیل رسوب کرکی پودر کربن بر روی دیواره‌های فلاسک شد که براساس داده‌های طیفی، به جای گرافیت، ادعا می‌شد که کربین باشد. در نهایت، اکسیداسیون استیلید مس در محلول آمونیاک (واکنش گلاسر) باقی مانده‌ای کربناته را تولید می‌کند که ادعا می‌شد شامل آنیون‌های «پلی آستیلید» می‌شد که با یون‌های مس (I) باقی مانده، پوشانده شده بودند.
Cu+
 −C(≡C−C≡)nC− Cu+

بر اساس مقدار باقی مانده از مس، میانگین تعداد واحدها (n) حدود ۲۳۰ تخمین زده شده بود.
در سال ۲۰۰۴، یک تجزیه و تحلیل از یک آلوتروپ کربن خطی سنتز شده، تشخیص داد که آن به جای الگوی پیوند متناوب یگانه-سه‌گانه کربین خطی، دارای ساختار الکترونی کوملن مانند است.
در سال ۲۰۱۶، سنتز زنجیره‌های خطی تا ۶۰۰۰ اتم کربن هیبریداسیون شده اس پی گزارش شد. زنجیرها در داخل نانولوله‌های کربنی دوجداره رشد کرده و با محافظت میزبانهایشان بسیار پایدار هستند.

### پولین‌ها
در حالی که وجود زنجیرهای کربین در مواد کربن خالص خنثی هنوز مورد بحث است، زنجیره‌های کوتاه C≡C-)n-) به عنوان زیر ساختار مولکول‌های بزرگتر پابرجا هستند و حتی توسط چندین موجود زنده سنتز شده‌اند. از سال ۲۰۱۰، طولانی‌ترین زنجیره ای از این دست که در یک مولکول پایدار وجود داشته‌است، دارای ۲۲ واحدی استیلنیک (۴۴ اتم) بوده‌است که به واسطه گروه‌هایی که به اندازه کافی بزرگ هستند پایدار شده‌است.

## ساختار
اتم‌های کربن در این سکل، هرکدام دارای هندسه خطی هستند همراه با هیبریداسیون اوربیتال sp. طول هر پیوند سه‌گانه ۱۲۰٫۷ پیکومتر و هر پیوند یگانه ۱۳۷٫۹ پیکومتر برآورد شده‌است.
دیگر پیکربندی‌های ممکن برای زنجیره ای از اتم‌های کربن شامل زنجیرهای Polycumberen (پلی اتیلن دیویدید) با پیونددوگانه (۱۲۸٫۲ پیکومتر) می‌باشد. انتظار می‌رود که این زنجیره، انرژی کمی بالاتری با شکاف پایرل ۲ تا ۵ الکترون ولت داشته باشد. با این حال برای مولکول‌های Cn کوتاه، ساختار polycumulene مورد ارجح به نظر می‌رسد. وقتی که n زوج است، دو پیکربندی اساسی، با انرژی بسیار نزدیک، می‌توانند با هم وجود داشته باشد: یک خطی و یک چرخه ای (رامبویه).
محدودیت انعطاف‌پذیری زنجیره کربین با یک پلی یون مصنوعی با پشتوانه ۸ واحد استیلنی نشان داده شده‌است که زنجیره آن ۲۵ درجه یا بیشتر (در حدود ۳ درجه در هر کربن) در حالت جامد خم شده‌است تا با گروه‌های دم بزرگ مولکول‌های مجاور منطبق شود.
انتظار می‌رود که زنجیره کربن بسیار متقارن تنها یک حالت فعال رامان با تقارن Σg داشته باشد، به دلیل کشش پیوندها در هر جفت یگانه-دوگانه، با فرکانسی معمولاً بین ۱۸۰۰ و ۲۳۰۰ بر رویسانتی‌متر، و تحت تأثیر محیط آنها.

## خواص
ادعا شده که زنجیرهای کربین قوی‌ترین ماده شناخته شده بر اساس چگالی اند. محاسبات نشان می‌دهد که برحسب ۱۰۷ N·m/kg، استحکام کششی ویژه (قدرت تقسیم بر چگالی) کربین ۷٫۵–۶٫۰، گرافن (۵٫۵–۴٫۷)، نانولوله‌های کربنی (۵٫۰–۴٫۳) و الماس (۶٫۵–۲٫۵) می‌باشد؛ بنابراین استحکام کششی ویژه کربین از مواد بالا، و تمام مواد موجود در طبیعت و ساخته شده توسط بشر بیشتر است. همچنین مدول خاص آن (مدول یانگ تقسیم بر تراکم) با مقداری حدود ۱۰۹ N·m/kg نیز دو برابر گرافن است با مقداری حدود ۴٫۵×۱۰۸ N·m/kg.
کشش کربین به میزان ۱۰٪ سبب تغییر فاصله پیوندی الکترونی آن از ۳٫۲ به ۴٫۴ الکترون ولت می‌شود. همچنین چون در انتهای زنجیره‌ها با هندل‌های مولکولی پوشیده می‌شود، می‌تواند بپیچد تا فاصله پیوندیش را تغییر دهد. با چرخش ۹۰ درجه ای، به نیمه رسانای مغناطیسی تبدیل می‌شود. فقط با کشیدن ماده به میزان ۱۰٪ و در نهایت، هنگامی که ۹۰ درجه پیچ داده شود، کربین نیز به نیمه هادی مغناطیسی تبدیل می‌شود.
در سال ۲۰۱۷ فواصل پیوندی زنجیره‌های کربنی خطی محدود (LCC) در داخل نانولوله‌های کربنی دوجداره با طول‌های ۳۶ تا ۶۰۰۰ اتم کربن برای اولین بار در محدوده ۲٫۲۵۳ تا ۱٫۸۴۸ الکترون ولت تعیین شد، که از یک رابطه خطی با فرکانس رامان تبعیت می‌کند. این کران پایین، کوچکترین فاصله پیوندی زنجیره کربن خطی است که تاکنون دیده شده‌است. مقایسه با داده‌های آزمایشگاهی به دست آمده برای زنجیره‌های کوتاه در فاز گازی یا در محلول نشان دهنده اثر بسته‌بندی DWCNT است که منجر به کاهش اساسی فاصله پیوندی می‌شود.
LCCها در داخل نانولوله‌های کربنی دوجداره منجر به افزایش سیگنال فوتولومینسانس (PL) لوله‌های داخلی تا فاکتور ۶ برای لوله‌های با کریستالیته (۸٬۳) می‌شوند. این رفتار را می‌توان به انتقال بار موضعی از لوله‌های داخلی به زنجیرهای کربن برای خنثی نمودن مکانیسم‌های اطفا کننده ناشی از لوله‌های بیرونی نسبت داد.
زنجیرهای کربین می‌توانند مولکول‌های جانبی که زنجیره‌ها را برای ذخیره انرژی و هیدروژن مناسب می‌کنند بگیرند.